# Jelena Iwanowna Perepelkina
Jelena Iwanowna Perepelkina (russisch Елена Ивановна Перепелкина; * 24. Januar 1982 in Puschnoje, Rajon Wyborg) ist eine russische Ringerin. Sie wurde 2006 Europameisterin in der Gewichtsklasse bis 67 kg Körpergewicht.

## Werdegang
Jelena Iwanowna Perepelkina stammt aus einer St. Petersburger Ringerfamilie. Neben ihr ringt auch ihre Schwester Jewgenia und ihr erster Trainer bei Sportclub Lokomotive Sankt Petersburg war ihr Vater Iwan Perepelkin. Mit dem Ringen begann sie 1994. Später machte sie eine Ausbildung zur Sportlehrerin. Ihr wichtigster Trainer in der Zeit ihrer Angehörigkeit zur russischen Nationalmannschaft ist Wladimir Kulibaba.
Jelena Perepelkina war schon als Juniorenringerin außerordentlich erfolgreich. Gleich bei ihrem ersten Start bei einer internationalen Meisterschaft, der Junioren-Weltmeisterschaft (Cadets) in Manchester gewann sie in der Gewichtsklasse bis 63 kg Körpergewicht den Titel vor der US-Amerikanerin Jessica Martin. 1999 wurde sie in Budapest Junioren-Europameisterin (Juniors) in der Gewichtsklasse bis 68 kg KG vor Raisa Waleriana Christowa aus Bulgarien. Dazu wurde sie 1999 in Lodz erneut Junioren-Weltmeisterin (Cadets) vor Stanka Slatewa aus Bulgarien und Anita Schätzle aus Deutschland. Nachdem sie 2000 und 2001 bei den internationalen Meisterschaften nicht am Start war, gewann sie 2002 in Tirana noch einen Junioren-Europameistertitel in der Gewichtsklasse bis 72 kg KG vor Swetlana Sajenko aus der Ukraine. Im gleichen Jahr wurde sie auch schon bei der Weltmeisterschaft der Aktiven in Chalkida/Griechenland in der Gewichtsklasse bis 67 kg KG eingesetzt. Sie musste bei dieser Meisterschaft aber noch Lehrgeld bezahlen, denn nach einem Sieg über Xiomara Guevara aus Venezuela verlor sie gegen Kateryna Burmistrowa aus der Ukraine und kam nur auf den 9. Platz.
Ihr nächster Start bei einer internationalen Meisterschaft erfolgte dann erst wieder bei der Europameisterschaft 2005 in Warna. Sie kämpfte dort in der Gewichtsklasse bis 67 kg KG und erreichte nach Siegen über Laura Skujina, Lettland, Teresa Mendez, Spanien und Katarzyna Juszczak, Polen das Finale, in dem sie gegen Kateryna Burmistrowa unterlag. Sie wurde damit Vize-Europameisterin. 2005 erkämpfte sich Jelena Perepelkina bei der Weltmeisterschaft 2005 in Budapest in der Gewichtsklasse bis 67 kg KG nach einer Niederlage im ersten Kampf gegen Meng Lili, China mit Siegen über Masira Admiraal aus den Niederlanden u. Gelegdschamtsyn Narantschimeg aus der Mongolei noch eine Bronzemedaille.
Der größte Erfolg in ihrer Laufbahn gelang Jelena Perepelkina dann bei der Europameisterschaft 2006 in Moskau. Sie holte sich dort in der Gewichtsklasse bis 67 kg KG mit Siegen über Agnieszka Wieszczek aus Polen, Teresa Mendez und Kristine Odrina aus Lettland in überlegener Manier den Europameistertitel. Bei der Weltmeisterschaft des gleichen Jahres in Guangzhou wurde sie in der Gewichtsklasse bis 72 kg KG eingesetzt. Sie verlor dort ihren ersten Kampf gegen Stanka Slatewa, kam aber mit Siegen über Maria Luiza Vryoni aus Griechenland und Wassilissa Marsaljuk aus Belarus noch auf den 3. Platz und gewann damit ihre zweite WM-Medaille bei den Aktiven.
2007 war sie bei keiner internationalen Meisterschaft am Start. Aus diesem Jahr ist aber bekannt, dass sie russische Vize-Meisterin in der Gewichtsklasse bis 72 kg KG wurde. 2008 gewann sie in der gleichen Gewichtsklasse die russische Meisterschaft vor Alena Starodubzewa. Sie wurde dann auch bei den Olympischen Spielen 2008 in Peking eingesetzt, verlor dort aber ihren ersten Kampf gegen die frühere Weltmeisterin Kyoko Hamaguchi aus Japan knapp nach Punkten (1:2 Runden u. 1:2 Punkte). Da Hamaguchi das Finale nicht erreichte, schied Jelena Perepelkina aus und kam nur auf den 11. Platz. Nach dieser Enttäuschung folgte bei der Weltmeisterschaft 2009 in Herning/Dänemark gleich die nächste, denn sie verlor dort in der Gewichtsklasse bis 72 kg KG gegen Maider Unda Gonzales de Audicana aus Spanien (1:2 Runden, 3:3) Punkte, schied aus und erreichte wie bei den Olympischen Spielen 2008 nur den 11. Platz.
Danach wurde sie bei keinen internationalen Meisterschaften mehr eingesetzt. Im Jahre 2011 wurde sie aber hinter Jekaterina Bukina russische Vize-Meisterin, was darauf schließen lässt, dass sie den Kampf um einen Startplatz bei den Olympischen Spielen 2012 in London noch nicht aufgegeben hat.

## Internationale Erfolge
| Jahr | Platz | Wettbewerb                                | Gewichtsklasse | Ergebnis |
| 1998 | 1.    | Junioren-WM (Cadets) in Manchester        | bis 65 kg KG   | vor Jessica Martin, USA u. Schmitz, Deutschland                                                                                              |
| 1999 | 1.    | Junioren-EM (Juniors) in Budapest         | bis 68 kg KG   | vor Raisa Waleriana Raitschewa, Bulgarien u. Heidi Josefin Skemark, Schweden                                                                 |
| 1999 | 1.    | Junioren-WM (Cadets) in Lodz              | bis 65 kg KG   | vor Stanka Slatewa, Bulgarien u. Angelika Karlsson, Schweden                                                                                 |
| 1999 | 4.    | Junioren-WM (Juniors) in Bukarest         | bis 63 kg KG   | hinter Ayako Shōda, Japan, Anita Schätzle, Deutschland u. Lotta Andersson, Schweden                                                          |
| 2002 | 1.    | Grosser Preis von Polen                   | bis 67 kg KG   | vor Kateryna Burmistrowa, Ukraine, Shannon Samler, Kanada u. Stanka Slatewa                                                                  |
| 2002 | 1.    | Junioren-EM (Juniors) in Tirana           | bis 72 kg KG   | vor Swetlana Sajenko, Ukraine, Anna Wawrzycka, Polen u. Carolina dos Santos, Frankreich                                                      |
| 2002 | 2.    | Welt-Cup in Kairo                         | bis 67 kg KG   | hinter Kateryna Burmistrowa, vor Zhang Yanling, China u. Megan Dolan-Schweitzer, Kanada                                                      |
| 2002 | 9.    | WM in Chalkida/Griechenland               | bis 67 kg KG   | nach einem Sieg über Xiomara Guevara, Venezuela u. einer Niederlage gegen Kateryna Burmistrowa                                               |
| 2004 | 1.    | Klippan-Lady-Open                         | bis 67 kg KG   | vor Susann Köller, Deutschland u. Sandra Stahl, Schweden                                                                                     |
| 2004 | 1.    | Welt-Cup in Tokio                         | bis 67 kg KG   | vor Christine Nordhagen, Kanada, Jing Ruixue, Volksrepublik China u. Catherine Downing, USA                                                  |
| 2005 | 1.    | Iwan-Yarigin-Memorial in Krasnojarsk      | bis 67 kg KG   | vor Anna Schamowa u. Anastasija Deschnjowa, bde. Russland                                                                                    |
| 2005 | 2.    | EM in Warna                               | bis 67 kg KG   | nach Siegen über Laura Skujina, Lettland, Teresa Mendes, Spanien u. Katarzyna Juszczak, Polen u. einer Niederlage gegen Kateryna Burmistrowa |
| 2005 | 7.    | Welt-Cup in Clermont-Ferrand              | bis 67 kg KG   | Siegerin: Kristie Marano, USA vor Lise Goliot-Legrand, Frankreich u. Kateryna Burmistrowa                                                    |
| 2005 | 3.    | Warschau-Cup                              | bis 67 kg KG   | hinter Stavroula Zigouri, Griechenland u. Megan Buydens, Kanada                                                                              |
| 2005 | 3.    | WM in Budapest                            | bis 67 kg KG   | nach einer Niederlage gegen Meng Lili, China u. Siegen über Masira Admiraal, Niederlande u. Gelegdschamtsyn Narantschimeg, Mongolei          |
| 2006 | 1.    | Alexander-Medwed-Turnier in Minsk         | bis 67 kg KG   | vor Anna Schamowa, Russland u. Katie Downing, USA                                                                                            |
| 2006 | 1.    | EM in Moskau                              | bis 67 kg KG   | nach Siegen über Agnieszka Wieszczek, Polen, Teresa Mendez u. Kristina Odrina, Lettland                                                      |
| 2006 | 2.    | Welt-Cup in Nagoya                        | bis 67 kg KG   | hinter Jing Ruixue, vor Katie Downing u. Mami Shinko, Japan                                                                                  |
| 2006 | 3.    | WM in Guangzhou                           | bis 72 kg KG   | nach einer Niederlage gegen Stanka Slatewa u. Siegen über Maria Luiza Vryoni, Griechenland und Wassilissa Marsaljuk, Belarus                 |
| 2007 | 2.    | Dave-Schultz-Memorial in Colorado Springs | bis 72 kg KG   | hinter Darija Nasarowa, Russland, vor Iris Smith, USA u. Anita Schätzle                                                                      |
| 2007 | 2.    | Welt-Cup in Krasnojarsk                   | bis 67 kg KG   | hinter Zhang Fenglin, China, vor Irina Zyrkewitsch, Belarus                                                                                  |
| 2007 | 3.    | Alexander-Medwed-Turnier in Minsk         | bis 72 kg KG   | hinter Alena Starodubzewa, Russland u. Sumrud Gurbanhadschijewa, Aserbaidschan, vor Jekaterina Bukina, Russland                              |
| 2008 | 2.    | Intern. Turnier in Kiew                   | bis 72 kg KG   | hinter Güzäl Mänürowa, Russland u. vor Iris Smith, USA                                                                                       |
| 2008 | 11.   | OS in Peking                              | bis 72 kg KG   | nach einer Niederlage gegen Kyoko Hamaguchi, Japan                                                                                           |
| 2009 | 3.    | Iwan-Yarigin-Memorial in Krasnojarsk      | bis 72 kg KG   | hinter Alina Starodubzewa u. Stanka Slatewa                                                                                                  |
| 2009 | 1.    | Intern. Turnier in Minsk                  | bis 72 kg KG   | vor Swetlana Sajenko, Marina Gastl, Österreich, Stephany Lee, USA, Darija Nasarowa u. Gousel Manjurowa, bde. Russland                        |
| 2009 | 1.    | Intern. Turnier in Kiew                   | bis 72 kg KG   | vor Swetlana Sajenko u. Stephany Lee |
| 2009 | 11.   | WM in Herning/Dänemark                    | bis 72 kg KG   | nach einer Niederlage gegen Maider Unda Gonzales de Audicana, Spanien                                                                        |
| 2009 | 2.    | Russland-Cup in Tschechow                 | bis 72 kg KG   | hinter Natalja Worobjowa, vor Anastasija Deschnewa, bde. Russland u. Wassilissa Marsaljuk                                                    |
| 2010 | 5.    | Golden-Grand-Prix in Krasnojarsk          | bis 72 kg KG   | hinter Jekaterina Bukina, Laure Ali Annabel, Kamerun, Gelegdschamtsyn Narantschimeg u. Stanka Slatewa                                        |
| 2010 | 10.   | Klippan-Lady-Open                         | bis 72 kg KG   | Siegerin: Stephany Lee vor Emma Weberg, Schweden u. Marina Gastl                                                                             |
| 2011 | 1.    | Golden-Grand-Prix in Krasnojarsk          | bis 72 kg KG   | vor Aljona Starodubzewa, Kateryna Burmistrowa u. Natalja Worobjowa                                                                           |

## Russische Meisterschaften
(soweit bekannt)
| Jahr | Platz | Gewichtsklasse | Ergebnis                                                                         |
| 2007 | 2.    | bis 67 kg      |                                                                                  |
| 2008 | 1.    | bis 72 kg      | vor Alena Starodubzewa                                                           |
| 2009 | 1.    | bis 72 kg      |                                                                                  |
| 2010 | 3.    | bis 67 kg      | hinter Aljona Kartaschowa und Julija Bartnowskaja, gemeinsam mit Irina Bogdanowa |
| 2011 | 2.    | bis 72 kg      | hinter Jekaterina Bukina, vor Alena Starodubzewa u. Natalja Worobjowa            |
| 2012 | 3.    | bis 72 kg      | hinter Natalja Worobjowa und Jekaterina Bukina                                   |

## Erläuterungen
- alle Wettbewerbe im freien Stil
- OS = Olympische Spiele, WM = Weltmeisterschaft, EM = Europameisterschaft
- KG = Körpergewicht